# Подмеденик
Подмеденик (на сръбски: Подмеденик) е село в Босна и Херцеговина, разположено в община Пале, в ентитета на Република Сръбска. Населението му според преброяването през 2013 г. е 3 души, от тях: 3 (100 %) сърби.

## Население
Численост на населението според преброяванията през годините:
- 1961 – 131 души
- 1971 – 58 души
- 1981 – 30 души
- 1991 – 17 души
- 2013 – 3 души